# Къщи в Древен Египет
През неолита и по време на додинастическата епоха египтяните живеят в колиби, които към края на тези периоди са заменени от кирпичени постройки. През различните исторически епохи египетските къщи се променят значително.
Къщата на бедните никога не се променят – глинена колиба с една, две или три стаи, в които трябва да се събере цялото семейство. Глинените къщи на сегашните „фелахи“ дават съвсем точна представа за жилищата на селяните и бедните, такива, каквито са били открай време.
Твърде малко са познати къщите от Старото царство. В Саккара е открита една-единствена подобна къща. Тя е изградена от сурови тухли и има антре, което е свързано с три стаи; смята се, че тя е принадлежала на някой ръководител на строежа на пирамидата на Джосер. Фасадите на по-богатите жилища са познати от две гробници-къщи от Гиза, където се вижда, че в главната част на жилището се влиза през двор, в дъното на който се откривал портик.
Къщите от края на Старото и тези от Средното царство са по-добре познати от домовете за душите, скулптурните изображения и разкопките. По домове за души се открива, че много често пред къщите е имало портик, а по време на X династия се появява и етажът, който изглежда първоначално е служел за дюкян. През Средното царство спалнята е била разположена или на партера, или на първия етаж. На етажа е имало много прозорци, а понякога и врата, водеща към портик, разположен над колонадата на входа и където живеещите навярно са излизали през летните нощи да търсят прохлада.
Фигуралното изображение на Мекетра, датиращо от XI династия, представя портик, пред него двор с насадени дървета; като същинско имение, към жилището е имало и различни пристройки — хлебарница, хан, кланица, дърводелска работилница, ателиета за тъкане и везане, хамбари с провизии и конюшни. Вътрешността на къщите от тази епоха е позната от разкопките в Кахум (виж Град). Там са открити два основни типа жилища: тези на работниците и простолюдието, които обикновено са били с три стаи, но можели да имат и до десет, с обикновени фасади и дължина между 7 и 11 метра; тези на сановниците и благородническото съсловие съдържали до 70 зали и галерии и се простирали на площ от 45 х 60 метра. Благодарение на добре запазения план на едно такова жилище, разбираме колко изкусно са били подредени тези къщи – покоите на господаря, стаите за жените и децата, общите помещения, като кухните и стаите за прислугата били отделени и разпределени около вътрешните дворове, до които се стигало през плетеница от коридори, подобна на лабиринт. Това обстоятелство обяснява наличието на стаи за портиер, разположени на входа, и оттам пазачът е трябвало да насочва гостите.
Къщите от Новото царство са по-добре познати благодарение на разкопките и фигуралните изображения. Богатите къщи в Тел ел-Амарна и Кахун разкриват много просторни жилища с обща площ до 70 х 75 метра. Къщи, като тази на „водача на стадото биволи от храма на Атон“, напомнят за вилите на римляните, в които покоите на господарите са били отделени от общите помещения, където са се намирали оборите, конюшните, хамбарите, работилниците за подготвяне на всичко необходимо за живота на общността. Къщата на везира Нахт представлявала същински дворец, със залите си с колонади, верандите и галериите, наброяващи общо 30 стаи.
Къщите на занаятчиите и работниците са познати от разкопките в Тел ел-Амарна и Деир ел-Медина. Те са относително обширни, а вътрешното им разпределение варира само в детайлите. Жилищата на простолюдието, както и големите къщи в Тел ел-Амарна не разполагали със стаи за жените, което доказва, че съпрузите споделяли обща стая и живеели заедно с децата си.
Трябва да се отбележи, че всички домове на заможни хора през Средното царство, а вероятно и от по-рано, са били оборудвани със собствена баня.